# 等容收缩时间

心动周期的威格斯圖，上方的第一个标记为等容收缩时间

等容收缩时间（英語：Isovolumic contraction time，缩写IVCT）是心动周期中的一个时间间隔，发生在心室收缩的早期，此时房室瓣和主动脉瓣处于关闭状态，心室收缩，心室内压力不断上升，相当于第一心音（S1）的发生时间。